# 838
838 (DCCCXXXVIII) je bilo navadno leto, ki se je po julijanskem koledarju začelo na torek.

## Dogodki
- 1. januar

## Smrti
- 13. december - Pipin I. Akvitanski, kralj Akvitanije (*  797)